# Convento de San Antón (Tudela)
El convento de San Antón de Tudela (Navarra) fue un convento perteneciente a los frailes Antoninos, que se situaba en la calle que perpetúa su nombre. Los Antonianos llegaron probablemente a la ciudad en el siglo XII, pues ya se cita su existencia en Tudela en el siglo XIII. No obstante, se sabe que construyeron nuevo convento a finales del siglo XV, al otro lado del puente del Ebro, junto al humilladero.

## Historia y cronología de construcción
- Primer convento (primera fase: siglo XII? - XIV; segunda fase: siglo XVII - XIX)

El convento de San Antón se edificó probablemente en el siglo XII, aunque no hay constancia de su existencia hasta el siglo XIII. Lo abandonaron a finales del siglo XV, tras trasladarse a un nuevo convento al otro lado del puente del Ebro. En el siglo XVII regresaron de nuevo a su viejo convento de la calle de San Antón. Se sabe que en 1619 se terminó la restauración de este viejo templo, que luego se amplió en 1669. La orden se extinguió en 1788. En 1818, el convento de la calle San Antón estaba en estado ruinoso y fue derribado en parte en 1850. 

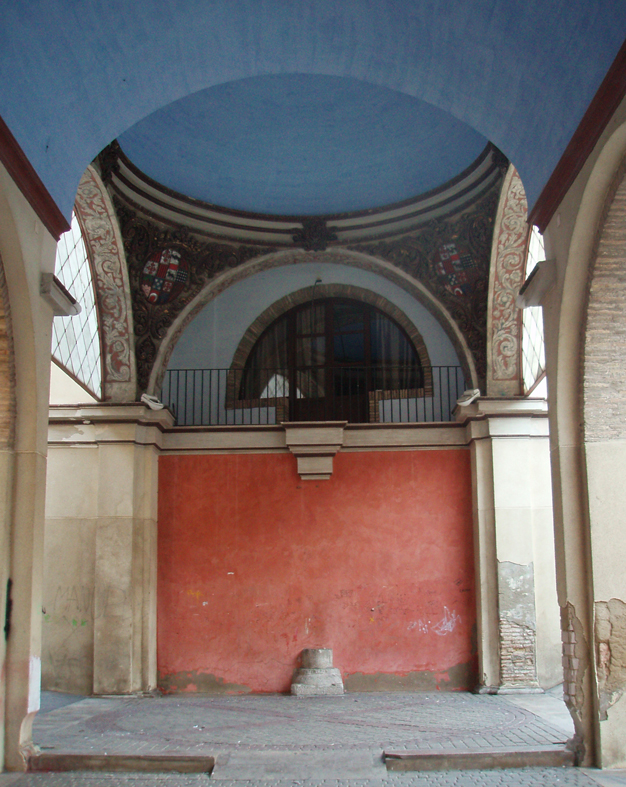
Aspecto actual del interior del antiguo convento de San Antón, tras su restauración durante la década de 1990

En la década de 1990, con la construcción de la plaza de Yehudá ha-Leví, ha sido recuperada parte de su estructura.
- Segundo convento (siglo XV-XVII)

Los frailes Antonianos construyeron su nuevo convento al otro lado del puente del Ebro en 1499. Este nuevo convento tuvo numerosos inconvenientes debido a las avenidas del Ebro y tuvieron que volver al centro de la ciudad, a su antigua iglesia de la calle de San Antón. El convento junto al puente del Ebro fue vendido en 1600 y demolido en 1791. 